# Macrosiphum dryopteridis
Macrosiphum dryopteridis är en insektsart som först beskrevs av Holman 1959.  I den svenska databasen Dyntaxa används istället namnet Sitobion dryopteridis. Enligt Catalogue of Life ingår Macrosiphum dryopteridis i släktet Macrosiphum och familjen långrörsbladlöss, men enligt Dyntaxa är tillhörigheten istället släktet Sitobion och familjen långrörsbladlöss. Arten är reproducerande i Sverige. Inga underarter finns listade i Catalogue of Life.